# Cannelloni alla Barbaroux
I cannelloni alla Barbaroux sono un piatto tradizionale del Piemonte.

## Etimologia

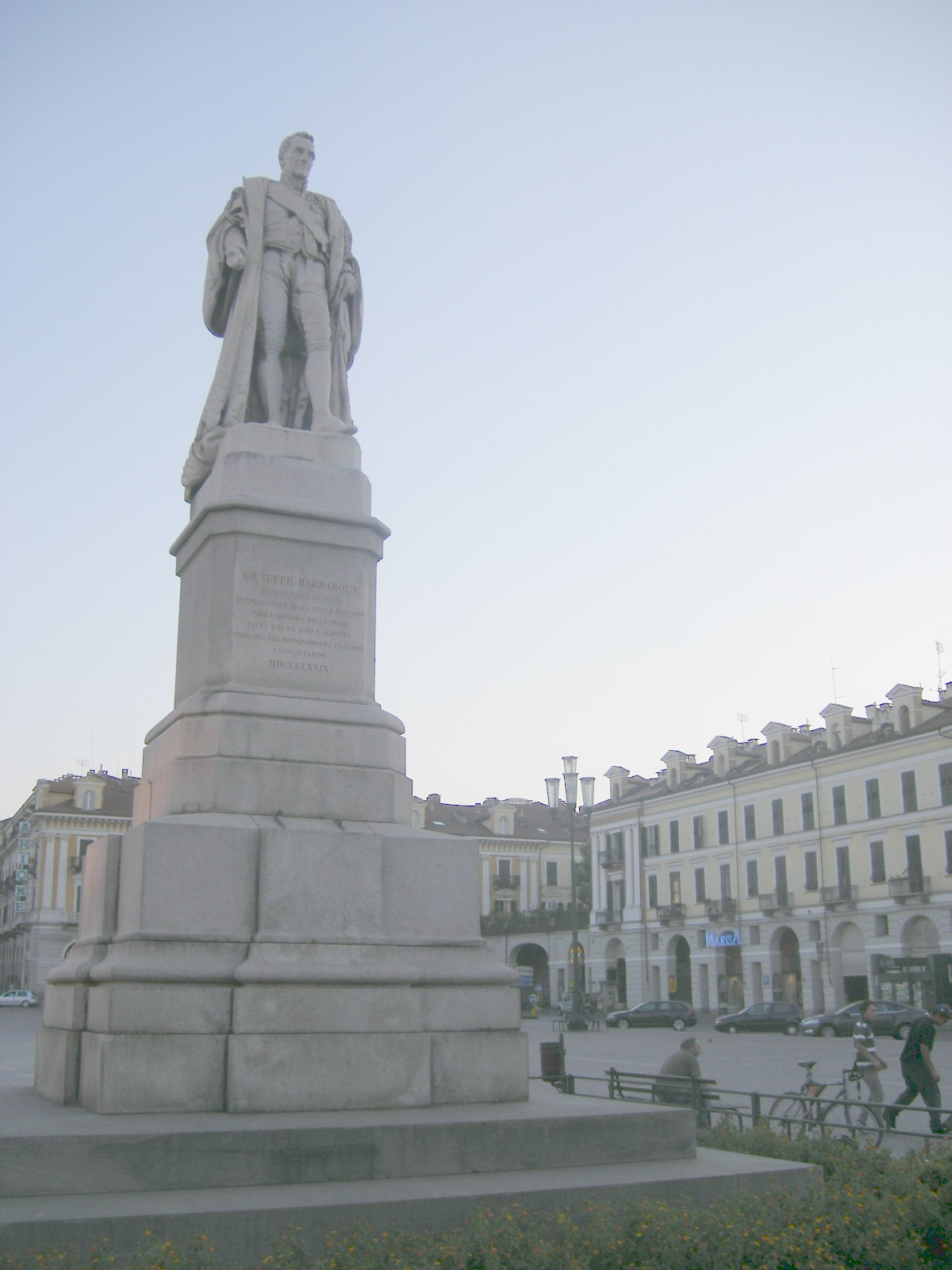
Monumento dedicato a Giuseppe Barbaroux a Cuneo

I cannelloni alla Barbaroux prendono il nome dal suo possibile ideatore Giuseppe Barbaroux, che era il giurista e guardasigilli di Carlo Alberto. Secondo altre fonti, il piatto sarebbe stato dedicato dall'ambasciatore, e quindi non inventato da lui.

## Preparazione
Dopo aver preparato le crespelle, tritare la carne di vitello e il prosciutto cotto, e aggiungere nel composto uova, mollica di pane, formaggio, sale e aromi. Arrotolare a cilindro le crespelle attorno al composto di carne, e disporle in una pirofila imburrata. Versare la besciamella sulle crespelle e aggiungere grana grattugiato e burro. Infornare e servire immediatamente. Si consiglia di accompagnare i cannelloni a del Monferrato rosso o a del Donnas.